# NGC 886
NGC 886 – gromada otwarta znajdująca się w gwiazdozbiorze Kasjopei. Odkrył ją John Herschel 30 października 1829 roku. Jest położona w odległości ok. 3,3 tys. lat świetlnych od Słońca.